# Åmåls tingsrätt
Åmåls tingsrätt var en tingsrätt i Västra Götalands län. Domsagan omfattade vid upplösningen kommunerna Bengtsfors, Dals-Ed och Åmål. Tingsrätten och dess domsaga ingick i domkretsen för Hovrätten för Västra Sverige. Tingsrätten hade kansli i Åmål. År 1999 upplöstes tingsrätten varvid själva rätten och domsagan uppgick i Vänersborgs tingsrätt och domsaga.

## Administrativ historik
Vid tingsrättsreformen 1971 bildades denna tingsrätt i Åmål från häradsrätten för Tössbo och Vedbo tingslag namnet var först Tössbo och Vedbo tingsrätt för att 1974 namnändras till Åmåls tingsrätt. Domkretsen bildades av detta tingslag. 1971 omfattade domsagan kommunerna Bengtsfors, Dals-Ed och Åmål.   Tingsplatser var Åmål och Bengtfors.
Tingsrätten upplöstes 1 maj 1999 då rätten och domsagan uppgick i Vänersborgs tingsrätt och dess domsaga.

## Lagmän
- 1971–1972: Gunnar Otto Eurenius
- 1972–1973: Olof Börjesson
- 1974–1981: Kurt-Olov Ormegard
- 1981-1982: Bo Enderstein långtidsvikariat
- 1982–1999: Jon Jonsson